# Buckton (Herefordshire)
Buckton – przysiółek w Anglii, w Herefordshire, w dystrykcie (unitary authority) Herefordshire. Leży 17,8 km od miasta Leominster, 35,5 km od miasta Hereford i 215,3 km od Londynu. Buckton jest wspomniana w Domesday Book (1086) jako Buctone.